# Anne Grignon
Pour les articles homonymes, voir Grignon.
Anne Grignon, née Vandewalle le 16 mai 1977 à Versailles, est une universitaire et femme politique française, membre du Mouvement démocrate (MoDem). Maire de Lévis-Saint-Nom, dans les Yvelines, elle est brièvement députée de la deuxième circonscription des Yvelines du 5 au 12 août 2022 après l'accession au gouvernement de Jean-Noël Barrot dont elle était la suppléante.

## Biographie
Universitaire, elle est maire depuis 2008 de Lévis-Saint-Nom où elle a grandi, succédant à son père Yves Vandewalle. Elle est également présidente de la communauté de communes de la Haute Vallée de Chevreuse. 
Candidate en seconde position sur la liste LREM lors des élections sénatoriales de septembre 2017 dans les Yvelines, Anne Grignon est de fait la remplaçante de son colistier élu, Martin Lévrier, notamment en cas de démission ou décès. 
Elle est la suppléante de Jean-Noël Barrot, et lui succède en qualité de députée alors que ce dernier est nommé ministre délégué chargé de la Transition numérique et des Télécommunications le 4 juillet 2022.
Elle rejoint le groupe démocrate, MoDem et indépendants. Cependant elle annonce sa démission le 12 août alors que l'élection des 12 et 19 juin fait l'objet d'un recours en annulation devant le Conseil constitutionnel en s'appuyant sur une disposition du Code électoral qui interdit notamment à un « remplaçant d'un membre d'une assemblée parlementaire » de se présenter comme suppléant d'un député. Cela provoque donc une élection législative partielle,.